# Кесада-и-Аростеги, Гонсало
Гонсало Кеса́да-и-Аро́стеги (исп. Gonzalo de Quesada y Aróstegui; 15 декабря 1868 — 9 января 1915) — кубинский общественно-политический деятель, дипломат, ключевая фигура движения за независимость Кубы конца XIX века наряду с Хосе Марти. Награждён Национальным орденом Почетного легиона Франции.

## Биография
Родился в Гаване 15 декабря 1868 года. Его семья перебралась в Нью-Йорк, где он получил образование. Находясь в Соединённых Штатах, он учился в Городском колледже Нью-Йорка, окончил Колумбийский, а затем и Нью-Йоркский университет (в 1891 году). По образованию юрист.
В Нью-Йорке де Кесада познакомился с Марти, посещая митинги в поддержку кубинских эмигрантов. Вместе с ним участвовал в создании Кубинской революционной партии и был её секретарем с момента её основания в 1892 году. Также был одним из организаторов и редактором органа КРП — газеты «Патрия» («Patria»).
Де Кесада присутствовал на Первой Панамериканской конференции в качестве секретаря аргентинского политика Роке Саэнса Пеньи. В 1895—1898 годах числился торговым представителем Кубы в США.
В 1900 году он стал специальным уполномоченным уже официально признанной незаивисимой Кубы в Соединённых Штатах. В 1901 году он был членом Учредительной ассамблеи (Конституционного конвента) Кубы, участвовал в разработке конституции Кубы, затем с 1902 года избран членом палаты депутатов. Поступив на дипломатическую службу, он стал первым посланником Кубы в США, а с 1912 года — в Германии, где и умер 9 января 1915 года в Берлине.
В 1903 году ему удалось убедить американское правительство в том, что остров Пинос должен оставаться частью кубинской территории, каковой он был с 1511 года, и 2 марта 1904 года он подписал Договор Хэя-Кесады. На тот момент он не был ратифицирован США.

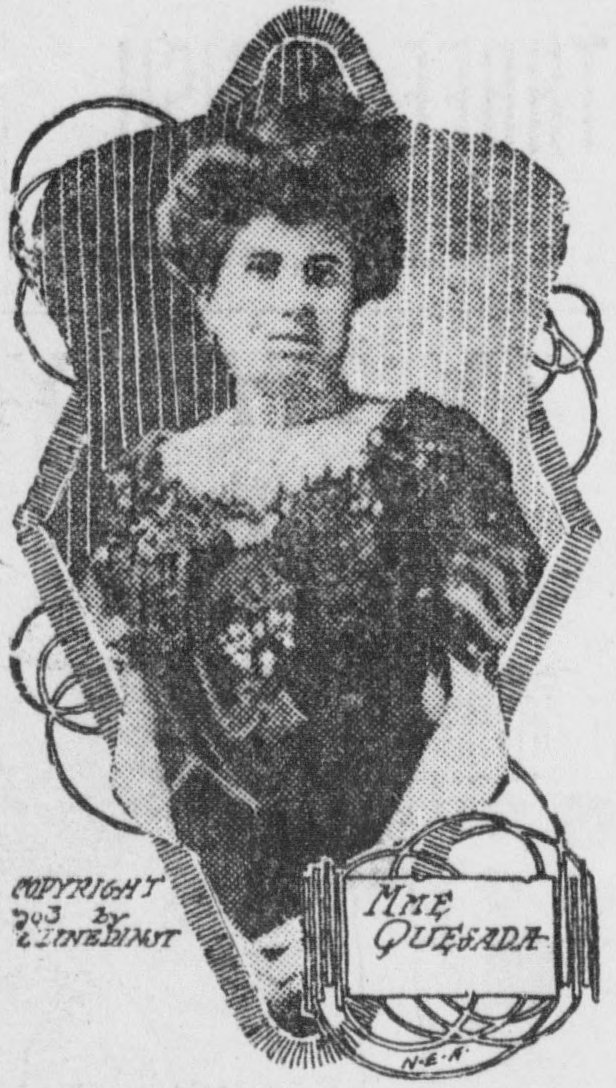
Анхелина Миранда Кесада, его супруга

## Публикации
Он является автором многих книг на английском и испанском, среди которых «Война на Кубе» (The war in Cuba, 1896), «Великая борьба Кубы за независимость» (Cuba’s great struggle for freedom, 1898), «Наша война с Испанией и завоевание Филиппин» (Our war with Spain and the conquest of the Philippines, 1898), «История свободной Кубы» (A history of free Cuba, 1898), «Куба» (1905) и «Права Кубы на остров Пинос» (Los derechos de Cuba a la Isla de Pinos, 1909).
Он также редактировал собрание литературных сочинений («Obras literarias») Хосе Марти (1900—1911).